# Färs & Frosta Sparbank Arena
Färs & Frosta Sparbank Arena er en håndboldarena i Lund, Sverige. Arenaen blev indviet i september 2008 og er hjemmebane for håndboldklubberne H 43 Lund og Lugi. Arenaen har plads til 3000 tilskuere ved sportsarrangementer og ca 4000 tilskuere ved andre arrangementer som f.eks. koncerter. Arenaen vil være én af i alt otte arenaer i brug ved VM i håndbold 2011. Et navnesponsorat med den lokale bank Färs & Frosta Sparbank ligger til grund for arenaens navn. Til arenaen hører også en skøjtehal.
| Idrætsanlæg | Spire Denne artikel om et idrætsanlæg er en spire som bør udbygges. Du er velkommen til at hjælpe Wikipedia ved at udvide den. |

55°41′51″N 13°10′48″Ø / 55.69750°N 13.18000°Ø